# Argonemertes dendyi
Argonemertes dendyi is een snoerwormensoort uit de familie van de Acteonemertidae. De wetenschappelijke naam van de soort werd, als Geonemertes dendyi, voor het eerst geldig gepubliceerd in 1915 door de Britse zoöloog William John Dakin.

## Beschrijving
A. dendyi is een landsnoerworm die als volwassen dier zo'n 15 mm lang wordt. Het lichaam is crèmekleurig tot bruinroze, maar niet egaal gekleurd. Op de rug 
bevinden zich twee chocoladebruine strepen, met name op het laatste derde gedeelte. Bij de vrouwelijk exemplaren zijn door de huid grote ovaria zichtbaar.

## Verspreiding
Oorspronkelijk komt A. dendyi uit West-Australië, maar is bezig met een opmars in Nieuw-Zeeland, de Canarische Eilanden en de Verenigde Staten (Florida, California en Hawaii). In Europa werd het dier in 1934 aangetroffen in een kas in Polen en in de natuur in Engeland (1937), Ierland (1947), Portugal 
(Azoren) en Spanje. Zowel in 2019 als in 2021 werd deze invasieve exoot in Nederland waargenomen in een tuin in Wijchen, wat op een gevestigde populatie duidt.